# اسپایکر
اسپایکر کارز (انگلیسی: Spyker Cars) یک شرکت خودروسازی لوکس و اسپرت هلندی است که در سال ۱۹۹۹ میلادی توسط ویکتور مول تأسیس شد و دفتر مرکزی آن در زوترمیر، هلند جنوبی قرار داشت. نام این شرکت برگرفته از برند تاریخی اسپایکر است که در اواخر قرن نوزدهم و اوایل قرن بیستم به تولید خودرو و هواپیما می‌پرداخت. اگرچه شرکت جدید هیچ ارتباط فنی یا حقوقی با اسپایکر اصلی نداشت، اما با بهره‌گیری از شهرت و میراث آن، تمرکز خود را بر ساخت خودروهای اسپرت دست‌ساز با طراحی خاص و لوکس قرار داد.
اسپایکر کارز در آغاز با معرفی مدل مفهومی C8 Spyder در نمایشگاه خودروی ژنو در سال ۲۰۰۰ توجه جهانی را جلب کرد. این خودرو با طراحی خاص الهام‌گرفته از هوانوردی و استفاده از آلومینیوم سبک‌وزن، شاسی تقویت‌شده و موتورهای هشت سیلندر ساخت آئودی شناخته می‌شد. تولیدات شرکت به دلیل ساخت کاملاً دستی، تیراژ بسیار محدود و قیمت بالا، عمدتاً برای بازار کلکسیونرها و علاقه‌مندان خودروهای خاص عرضه می‌شد. اسپایکر با شعار «Nulla tenaci invia est via» (هیچ راهی برای سرسخت غیرقابل عبور نیست) هویت خود را به‌عنوان برندی خاص‌پسند معرفی کرد.
در دهه ۲۰۰۰، این شرکت تلاش‌هایی برای گسترش نام خود در عرصه بین‌المللی انجام داد که از جمله آن‌ها می‌توان به ورود به فرمول یک اشاره کرد. اسپایکر کارز در سال ۲۰۰۷ تیم فرمول یک میدلند اف۱ را خرید و آن را با نام Spyker F1 Team وارد رقابت‌ها کرد. با این حال، به دلیل مشکلات مالی و عملکرد ضعیف، تیم پس از یک فصل به فروش رفت و به Force India تغییر نام داد.
یکی از مهم‌ترین رویدادهای تاریخ اسپایکر، خرید شرکت ساب اتومبیل از جنرال موتورز در سال ۲۰۱۰ بود. اسپایکر قصد داشت با تملک ساب، تولید انبوه و برند لوکس سوئدی را احیا کند، اما بحران مالی جهانی، کمبود سرمایه و عدم پشتیبانی شرکای تجاری باعث شد ساب در دسامبر ۲۰۱۱ اعلام ورشکستگی کند. این ماجرا ضربه بزرگی به اسپایکر وارد کرد و منجر به بروز مشکلات حقوقی و مالی گسترده شد.
با وجود معرفی مدل‌های جدید همچون C8 Aileron و برنامه‌هایی برای توسعه مدل D8 Peking-to-Paris که قرار بود یک کراس‌اوور لوکس با موتور قدرتمند باشد، شرکت با رکود مالی روبه‌رو شد. در سال ۲۰۱۴، اسپایکر کارز اعلام ورشکستگی کرد، اما این حکم در سال ۲۰۱۵ لغو شد و ویکتور مول وعده بازگشت برند را داد. با این حال، مشکلات ساختاری، کمبود سرمایه‌گذاری و بازار محدود خودروهای اسپرت دست‌ساز مانع از احیای گسترده شرکت شد.
طراحی خودروهای اسپایکر به دلیل استفاده از جزئیات الهام‌گرفته از هوانوردی، مانند دریچه‌های تهویه شبیه موتور جت، تودوزی چرمی با دوخت الماسی، اهرم دنده پولیش‌خورده و ادوات آلومینیومی تراش‌خورده، شهرت فراوان دارد. این سبک خاص باعث شده که خودروهای اسپایکر اغلب به‌عنوان آثار هنری متحرک شناخته شوند.
اگرچه اسپایکر کارز امروز حضوری فعال در بازار ندارد و تولیداتش محدود شده است، اما جایگاه خود را به‌عنوان یکی از خاص‌ترین برندهای خودروسازی هلند و نمادی از ترکیب مهندسی دقیق، طراحی هنری و تولید محدود در تاریخ صنعت خودرو حفظ کرده است.

## رویدادهای مهم
| سال  | رویداد / مدل                        | توضیحات                                                                             |
| ---- | ----------------------------------- | ----------------------------------------------------------------------------------- |
| ۱۹۹۹ | تأسیس اسپایکر کارز                  | تأسیس توسط ویکتور مول در زوترمیر، هلند جنوبی با الهام از برند تاریخی اسپایکر.       |
| ۲۰۰۰ | معرفی مدل مفهومی C8 Spyder          | رونمایی در نمایشگاه خودروی ژنو؛ طراحی الهام‌گرفته از هوانوردی و موتور V8 ساخت آئودی. |
| ۲۰۰۲ | آغاز تولید C8 Spyder                | آغاز تولید محدود و دست‌ساز؛ بازار هدف کلکسیونرها و علاقه‌مندان خودروهای خاص.          |
| ۲۰۰۴ | مدل C8 Laviolette                   | نسخه کوپه با سقف ثابت و جزئیات طراحی ویژه.                                          |
| ۲۰۰۶ | برنامه توسعه مدل D8 Peking-to-Paris | معرفی مفهومی کراس‌اوور لوکس با موتور قدرتمند.                                        |
| ۲۰۰۷ | خرید تیم میدلند اف۱                 | تغییر نام به Spyker F1 Team و حضور در فرمول یک؛ فروش تیم پس از یک فصل.              |
| ۲۰۱۰ | خرید ساب اتومبیل                    | خرید از جنرال موتورز؛ تلاش برای احیای برند ساب؛ آغاز مشکلات مالی.                   |
| ۲۰۱۱ | ورشکستگی ساب                        | اعلام ورشکستگی ساب در دسامبر؛ ضربه شدید به موقعیت مالی اسپایکر.                     |
| ۲۰۱۳ | برنامه احیای تولید                  | معرفی مجدد C8 Aileron و وعده تولید D8 Peking-to-Paris.                              |
| ۲۰۱۴ | اعلام ورشکستگی اسپایکر کارز         | مشکلات مالی و کاهش شدید تولید.                                                      |
| ۲۰۱۵ | لغو حکم ورشکستگی                    | وعده بازگشت برند توسط ویکتور مول، اما بدون موفقیت گسترده.                           |